# Fillmore Inlet
De Fillmore Inlet is een inham in de Alexanderarchipel in de Alaska Panhandle in het zuidoosten van Alaska in de Verenigde Staten.

## Geografie
De inham heeft een lengte van ruim 15 kilometer. Ze snijdt in op het vasteland van Alaska in het uiterste zuiden van de Alaska Panhandle en deels scheidt het het vasteland van Alaska van Fillmore Island. In het zuidwesten mondt de Fillmore Inlet uit op het Pearse Canal.
Het waterlichaam ligt in de mariene ecoregio Noord-Amerikaans Pacifisch Fjordland.

## Geschiedenis
De inham werd voor het eerst in kaart gebracht in 1793 door George Vancouver.